# Vojinovac
Vojinovac (izvirno srbsko Војиновац) je naselje v Srbiji, ki upravno spada pod Občino Rača; slednja pa je del Šumadijskega upravnega okraja.

## Demografija
V naselju živi 107 polnoletnih prebivalcev, pri čemer je njihova povprečna starost 42,8 let (41,0 pri moških in 44,8 pri ženskah). Naselje ima 40 gospodinjstev, pri čemer je povprečno število članov na gospodinjstvo 3,30.
To naselje je popolnoma srbsko (glede na rezultate popisa iz leta 2002).
|  |

| Demografija | Demografija     | Demografija     |
| Leto        | Št. prebivalcev | Št. prebivalcev |
| ----------- | --------------- | --------------- |
|             |                 |                 |
|             |                 |                 |
|             |                 |                 |
|             |                 |                 |
| 1948        | 179             |                 |
| 1953        | 181             |                 |
| 1961        | 168             |                 |
| 1971        | 165             |                 |
| 1981        | 151             |                 |
| 1991        | 124             | 123             |
| 2002        | 136             | 132             |
|             |                 |                 |

| Etnična sestava po popisu iz leta 2002 | Etnična sestava po popisu iz leta 2002 | Etnična sestava po popisu iz leta 2002 | Etnična sestava po popisu iz leta 2002 | Etnična sestava po popisu iz leta 2002 |
| -------------------------------------- | -------------------------------------- | -------------------------------------- | -------------------------------------- | -------------------------------------- |
| Srbi                                   | Srbi                                   |                                        | 132                                    | 100,0%                                 |
| Neznano                                | Neznano                                |                                        | 0                                      | 0,0%                                   |